# الصدر (مكة)
قرية الصدر هي قرية في منطقة مكة المكرمة، في غرب المملكة العربية السعودية.